# Písek (ort i Tjeckien, lat 50,16, long 15,50)
Písek är en ort i Tjeckien. Den ligger i den centrala delen av landet, 80 km öster om huvudstaden Prag. Písek ligger 219 meter över havet och antalet invånare är 184.
Terrängen runt Písek är platt. Runt Písek är det ganska tätbefolkat, med 52 invånare per kvadratkilometer. Närmaste större samhälle är Chlumec nad Cidlinou, 3,0 km väster om Písek. Trakten runt Písek består till största delen av jordbruksmark.